# آبشار اسپرینگ
آبشار اسپرینگ (به انگلیسی: Spring Falls) آبشاری است که در همیلتون (انتاریو)، کانادا واقع شده و ارتفاع کلی ریزشگاه آن ۶ متر (۲۰ فوت) است.